# Pommerloch
Pommerloch (en luxemburguès: Pommerlach; en alemany:  Pommerloch) és una vila de la comuna de Winseler, situada al districte de Diekirch del cantó de Wiltz. Està a uns 43 km de distància de la ciutat de Luxemburg.
Pommerloch és coneguda per tenir un dels més grans centres comercials al nord del país. Situat a prop de la frontera amb Bèlgica al llarg de la carretera N15, pel que atreu molts belgues. Això contribueix al creixement econòmic i demogràfic de la ciutat.